# Adam Helewka
Adam Helewka, född den 21 juli 1995 i Burnaby, är en kanadensisk professionell ishockeyspelare som spelar för EC VSV i ICEHL. Efter att ha spelat fyra säsonger i WHL, för Spokane Chiefs och Red Deer Rebels, anslöt Helewka till San Jose Barracuda i AHL. Han hade sedan tidigare vid NHL-draften 2015 valts i den fjärde rundan, som 106:e spelaren totalt av San Jose Sharks. Mellan 2015 och 2019 spelade han i AHL för Barracuda, Tucson Roadrunners samt Milwaukee Admirals.
Under sommaren 2019 skrev han ett avtal med den kazakiska klubben Barys Nur-Sultan i KHL. Efter ett fåtal matcher för klubben lämnade han laget för spel med Linköping HC i SHL. I april 2020 återvände han till Nordamerika och tillbringade två säsonger med AHL-klubben Cleveland Monsters. Säsongen 2022/23 spelade han för den österrikiska klubben HC TWK Innsbruck i ICEHL, innan han i maj 2023 anslöt till SaiPa i Liiga. I januari 2024 lämnade han klubben för spel med HC Oceláři Třinec, med vilka han vann tjeckiskt guld samma år. Sedan juli 2024 spelar han åter i ICEHL; först för HC Bolzano och därefter med Villacher.

## Karriär

### 2012–2019: Början av karriären
Säsongen 2012/13 började Helewka spela för Spokane Chiefs i WHL, där han tillbringade totalt fyra säsonger. Under de två sista säsongerna med Chiefs var Helewka en av lagets assisterande lagkaptener. Under sin tredje säsong i laget stod han för 87 poäng på 69 matcher (44 mål, 43 assist) och vann lagets interna poäng- och skytteliga. I inledningen av säsongen 2015/16 skrev Helewka ett try out-kontrakt med San Jose Barracuda i AHL. Den 15 oktober 2015 gjorde han AHL-debut, i en match mot Stockton Heat. Efter tre matcher med Barracuda, skickades han tillbaka till Chiefs. Säsongen kom att bli Helewkas sista med klubben då han vid årsskiftet blev bortbytt till seriekonkurrenten Red Deer Rebels. I det efterföljande WHL-slutspelet var Helewka lagets poängmässigt främsta spelare med nio mål och nio assistpoäng på 17 matcher.
Den 3 mars 2016 skrev Helewka ett avtal med NHL-klubben San Jose Sharks. Helewka fick dock aldrig spela någon match för Shark, utan skickades istället ner till farmarklubben Barracuda i AHL. Den 22 november samma år gjorde han sitt första AHL-mål, på Laurent Brossoit, i en 1–3-förlust mot Bakersfield Condors. Totalt noterades han för 29 poäng på 58 grundseriematcher (14 mål, 15 assist). I Calder Cup-slutspelet slogs Barracuda ut av Grand Rapids Griffins i semifinalserien med 4–1 i matcher. På tolv slutspelsmatcher noterades han för tre mål. Under säsongens gång spelade Helewka också två matcher för Allen Americans i ECHL.
Säsongen 2017/18 inledde Helewka med att göra åtta poäng på de fyra första grundseriematcherna. Totalt noterades han för 38 poäng på 63 grundseriematcher (9 mål, 29 assist) och slutade tvåa i lagets interna poängliga. Lagets slogs sedan ut i den första slutspelsrundan med 3–1 i matcher mot Tucson Roadrunners. Efter säsongens slut byttes Helewka den 15 juni 2018 bort till Arizona Coyotes mot Kyle Wood. Helewka skickades ner till Coyotes farmarlag Tucson Roadrunners, där han på 41 grundseriematcher noterades för 31 poäng (13 mål, 18 assist), innan han den 8 februari 2019 blev bortbytt till Nashville Predators mot Emil Pettersson. Helewka avslutade säsongen med Predators farmarlag Milwaukee Admirals i AHL. I Calder Cup-slutspelet slogs laget ut i den första rundan mot Iowa Wild med 3–2 i matcher. Helewka gick poänglös ur dessa matcher.

### 2019–2024: Karriär i Europa och Cleveland Monsters
I juni 2019 bytte New Jersey Devils till sig rättigheterna till Helewka. Senare samma månad bröts kontraktet med Devils. Den 4 juli 2019 meddelades det att Helewka skrivit ett ettårsavtal med Barys Nur-Sultan i KHL. Den 3 september samma år spelade han sin första KHL-match, mot HK Admiral Vladivostok. I sin andra match noterades han första KHL-mål, på Šimon Hrubec, i en 2–3-seger mot Kunlun Red Star. Totalt spelade Helewka åtta matcher för Nur-Sultan, innan han i början av oktober 2019 lämnade klubben för spel med Linköping HC i SHL. Den 12 oktober 2019 spelade han sin första SHL-match, mot Leksands IF. Senare samma månad, den 19 oktober, noterades han för sitt första SHL-mål, på Tex Williamsson, i en match mot IK Oskarshamn. Totalt spelade han 38 grundseriematcher och noterades för sex mål och tio assist.
Den 24 april 2020 meddelades det att Helewka återvänt till Nordamerika då han skrivit ett avtal med Cleveland Monsters i AHL. Då säsongen i Nordamerika startade senare än brukligt på grund av Coronaviruspandemin 2019–2021 så lånades Helewka i november 2020 ut till HKm Zvolen i Extraliga. Han spelade 17 matcher för klubben och noterades för nio poäng, varav tre mål. För Monsters spelade han 25 matcher och stod för tolv poäng, varav tre mål. Den 16 juni 2021 förlängde Helewka sitt avtal med Monsters med ytterligare en säsong. I sin andra säsong för klubben noterades Helewka för sitt första hat trick i AHL den 8 december 2021 då han stod för totalt fyra poäng i en 8–3-seger mot Syracuse Crunch. Han missade slutet av säsongen på grund av en skada och spelade totalt 37 grundseriematcher. På dessa stod han för 17 poäng, varav sex mål.
Den 22 juni 2022 bekräftade den österrikiska klubben HC TWK Innsbruck i ICEHL att man skrivit ett avtal med Helewka över den kommande säsongen. Han gjorde debut i ligan den 16 september samma år och gjorde sitt första mål i samma match, en 5–2-seger mot EC KAC. Helewka inledde säsongen med sex poäng på de tre första matcherna. Han gjorde sitt första hat trick den 7 oktober då Asiago Hockey besegrades med 5–6. Totalt spelade Helewka 43 grundseriematcher och noterades för 67 poäng. Han vann ICEHL:s skytteliga med 28 gjorda mål. I slutspelet slogs Innsbruck ut i kvartsfinalspelet.
Den 10 maj 2023 bekräftades det att Helewka skrivit ett ettårsavtal med den finska klubben SaiPa i Liiga. Han utsågs till en av lagets assisterande kaptener inför säsongen och gjorde Liigadebut den 13 september 2023. SaiPa låg sist i serien när det den 20 januari 2024 bekräftades att Helewka lämnat klubben för spel med HC Oceláři Třinec i tjeckiska Extraliga. Han hann spela tre matcher för klubben innan han ådrog sig en fingerskada och missade nio matcher. Han spelade totalt fem grundseriematcher och noterades för två mål och lika många assistpoäng. Třinec, som slutade på tredjeplats i grundserien, tog sig till final i det följande slutspelet sedan man slagit ut HC České Budějovice och HC Sparta Prag (båda med 4–3 i matcher). I finalserien besegrade laget också grundseriesegraren HC Pardubice med 4–3 i matcher. På 19 slutspelsmatcher noterades han för tre mål och lika många assist.

### Sedan 2024: Spel i ICEHL
Den 18 juli 2024 bekräftades det att Helewka återvänt till ICEHL då han skrivit ett ettårskontrakt med den italienska klubben HC Bolzano. Han gjorde därefter en poängmässigt bra grundserie där han slutade på andraplats i lagets interna poängliga. På 44 matcher stod han för 36 poäng, varav 15 mål. I slutspelet slogs laget ut i semifinalserien mot EC Red Bull Salzburg med 4–1 i matcher. Helewka vann både lagets interna poäng- och skytteliga under slutspelet med 13 poäng på elva matcher (sex mål, sju assist). Den 23 maj 2025 bekräftades det att Helewka lämnat klubben.
Dagen därpå bekräftades det att Helewka skrivit ett avtal med seriekonkurrenten EC VSV.

## Statistik
| 2012–13    | Spokane Chiefs     | WHL        | 60  | 10 | 17 | 27  | 12 | 9  | 1 | 2 | 3  | 2  |
| 2013–14    | Spokane Chiefs     | WHL        | 62  | 23 | 27 | 50  | 32 | 4  | 0 | 0 | 0  | 4  |
| 2014–15    | Spokane Chiefs     | WHL        | 69  | 44 | 43 | 87  | 59 | 6  | 3 | 2 | 5  | 12 |
| 2015–16    | Spokane Chiefs     | WHL        | 19  | 16 | 13 | 29  | 23 | —  | — | — | —  | —  |
| 2015–16    | Red Deer Rebels    | WHL        | 34  | 26 | 19 | 45  | 34 | 17 | 9 | 9 | 18 | 18 |
| 2015–16    | San Jose Barracuda | AHL        | 3   | 0  | 1  | 1   | 0  | —  | — | — | —  | —  |
| 2016–17    | San Jose Barracuda | AHL        | 58  | 14 | 15 | 29  | 28 | 12 | 3 | 0 | 3  | 6  |
| 2016–17    | Allen Americans    | ECHL       | 2   | 0  | 0  | 0   | 0  | —  | — | — | —  | —  |
| 2017–18    | San Jose Barracuda | AHL        | 63  | 9  | 29 | 38  | 29 | 4  | 1 | 2 | 3  | 0  |
| 2018–19    | Tucson Roadrunners | AHL        | 41  | 13 | 18 | 31  | 20 | —  | — | — | —  | —  |
| 2018–19    | Milwaukee Admirals | AHL        | 24  | 8  | 11 | 19  | 2  | 5  | 0 | 0 | 0  | 2  |
| 2019–20    | Barys Nur-Sultan   | KHL        | 8   | 1  | 2  | 3   | 2  | —  | — | — | —  | —  |
| 2019–20    | Linköping HC       | SHL        | 38  | 6  | 10 | 16  | 16 | —  | — | — | —  | —  |
| 2020–21    | HKm Zvolen         | Extraliga  | 17  | 3  | 6  | 9   | 10 | —  | — | — | —  | —  |
| 2020–21    | Cleveland Monsters | AHL        | 25  | 3  | 9  | 12  | 4  | —  | — | — | —  | —  |
| 2021–22    | Cleveland Monsters | AHL        | 37  | 6  | 11 | 17  | 12 | —  | — | — | —  | —  |
| 2022–23    | HC TWK Innsbruck   | ICEHL      | 43  | 28 | 39 | 67  | 45 | 6  | 0 | 5 | 5  | 4  |
| 2023–24    | Saimaan Pallo      | Liiga      | 34  | 7  | 9  | 16  | 59 | —  | — | — | —  | —  |
| 2023–24    | HC Oceláři Třinec  | Extraliga  | 5   | 2  | 2  | 4   | 0  | 19 | 3 | 3 | 6  | 9  |
| 2024–25    | HC Bolzano         | ICEHL      | 44  | 15 | 21 | 36  | 75 | 11 | 6 | 7 | 13 | 14 |
| AHL totalt | AHL totalt         | AHL totalt | 251 | 53 | 94 | 147 | 95 | 21 | 4 | 2 | 6  | 8  |